# Proroblemma rosea
Proroblemma rosea là một loài bướm đêm trong họ Erebidae.